# 休斯頓 (阿肯色州)
休斯頓（英語：Houston）是一個位於美國阿肯色州佩里縣的城市。

## 地理
休斯頓的座標為35°02′20″N 92°41′42″W / 35.03889°N 92.69500°W，而該地的平均海拔高度為94米（即308英尺）。

## 人口
根據2020年美國人口普查的數據，休斯頓的面積為2.62平方千米，皆為陸地。當地共有人口143人，而人口密度為每平方千米54人。